# Astragalus mishouensis
Astragalus mishouensis är en ärtväxtart som beskrevs av William Bertram Turrill. Astragalus mishouensis ingår i släktet vedlar, och familjen ärtväxter. Inga underarter finns listade i Catalogue of Life.